# Capo d'Orlando
Capo d'Orlando est une commune italienne dans la province de Messine en Sicile.
Capo d'Orlando est considérée comme la capitale du comprensorio dei Nebrodi. Vivace, active, rénovée, touristique et dotée d'un centre commerçant, elle a vu naître le poète Lucio Piccolo, le cousin de Giuseppe Tomasi di Lampedusa, l'auteur du Guépard. À Capo d'Orlando il y a une forte activité artistique (pinacothèque municipale, le musée « Villa Piccolo »), divertissements (cinéma, théâtre, blues club).

## Administration
| Période                                  | Période      | Identité                 | Étiquette | Qualité                   |
| ---------------------------------------- | ------------ | ------------------------ | --------- | ------------------------- |
| 30 décembre 2005                         | 13 juin 2006 | Rosolino Greco           |           | Commissario Straordinario |
| 13 juin 2006                             | En cours     | Roberto Vincenzo Sindoni |           |                           |
| Les données manquantes sont à compléter. |              |                          |           |                           |

### Hameaux
- Hameaux dans les collines : Bastione, Forno Alto, Certari, Catutè, San Martino, Marmaro, Scafa ;
- Hameaux dans la plaine : Forno Medio, Malvicino, Piscittina, Santa Lucia, Masseria, Vina, Bruca ;
- Hameaux au bord de mer : San Gregorio, S. Carrà, Forno Marina, Tavola grande (Trazzera Marina).

### Communes limitrophes
Capri Leone, Mirto, Naso, Torrenova.